# Erdbeben auf Kefalonia und Zakynthos 1953
Das Erdbeben von 1953 ereignete sich am 12. August 1953 auf den ionischen Inseln Kefalonia, Zakynthos und Ithaka. Es hatte eine Magnitude von 6,8 MW.

## Chronologie des Bebens
Kefalonia liegt an der Plattengrenze von Eurasischer und Afrikanischer Platte. Vier große Erdbeben suchten die Insel in der Neuzeit heim.
Bereits am 8. August 1953 gab es ein schwächeres Erdbeben, zwei weitere Stöße am 9. und 11. August vor dem Hauptbeben am 12. August 1953. Dieses ereignete sich um 11:24 Uhr Ortszeit und forderte trotz der enormen Schäden auf den Inseln nur 476 Todesopfer und ca. 2.500 Verletzte. Die Küstenlinie hatte sich nach dem Erdbeben verändert, geborstene Gasleitungen führten zu Bränden. Der Norden der Insel Kefalonia um die Ortschaft Fiskardo hatte aufgrund des felsigen Bodens nur wenige Schäden erlitten, allgemein blieben Burgen und Zitadellen unversehrt, ebenso viele Kirchen. Ein Nachbeben der Stärke 6,3 ereignete sich am 12. August um 14:05 Uhr Ortszeit.

## Hilfeleistungen
Nach Aussendung des SOS-Hilferufs kamen als erste Hilfe zwei Schiffe der israelischen Marine, es folgten die Salem als erstes amerikanisches Schiff und die Daring als erstes britisches Schiff.
Der griechische Staat baute für jede geschädigte Familie ein kleines Haus, Änderungswünsche konnten durch Eigenmittel der Bewohner berücksichtigt werden. Haile Selassie und die Kirche von Schweden finanzierten den Wiederaufbau des Krankenhauses von Lixouri. Die Stadt Paris übernahm den Wiederaufbau der malerischen Ortschaft Asos. Der Reeder Andreas Vergotis finanzierte den Wiederaufbau seines Dorfes Kourkoumelata. Die neu erbaute Mittelschule auf Ithaka wurde von der Schweiz finanziert und trug den Namen „Gymnasión Helvetón“.
Hilfeleistungen aus dem Ausland erbrachten die USA, Großbritannien, Frankreich, Israel, Schweden und Norwegen.

## Folgen
Die einst an architektonischen Kulturgütern sehr reichen Inseln verloren nahezu alle historischen Gebäude. Bilder nach den Aufräumarbeiten zeigen selbst in größeren Städten nur noch verstreut stehende einzelne Häuser. Was an Gütern noch hätte geborgen werden können, wurde häufig durch Brände zerstört, dies traf besonders Museen, Bibliotheken und Archive. So hat der Verlust des zentralen Archivs von Zakynthos für die lokale Geschichtsschreibung große Hürden gesetzt.
Als Folge des Erdbebens kam es zu einer Entvölkerung der Inseln. 100.000 Einwohner verließen unmittelbar danach allein Kefalonia, es blieben 25.000 zumeist ältere Bewohner zurück. Bürger aus ärmeren Teilen Griechenlands zogen auf die Inseln, und die Demografie änderte sich wesentlich.
Nach dem Beben wurden strenge Baugesetze erlassen, die zukünftig bei ähnlichen Beben Schäden verhindern sollen. Gleichzeitig wurde anfangs das Bauen mehrgeschossiger Gebäude verboten, was mittlerweile unter Auflagen wieder möglich ist. Anfangs wurden einfachere Wohn- und Verwaltungsbauten errichtet, historische Gebäude, sofern sie noch standen, wurden meist nur gesichert. Relativ spät, seit Ende der 1970er-Jahre, begann der originalgetreue Wiederaufbau oder die Rekonstruktion zahlreicher historischer Gebäude durch öffentliche Träger, aber auch durch Privatleute. Durch diese Bauten zeigen sich Ortsbilder wesentlich vollständiger als vor einigen Jahrzehnten.
Literarisch verarbeitet wurde die völlige Zerstörung der Stadt Lixouri in Kay Cicellis Roman „Tod einer Stadt“.

## Bilder

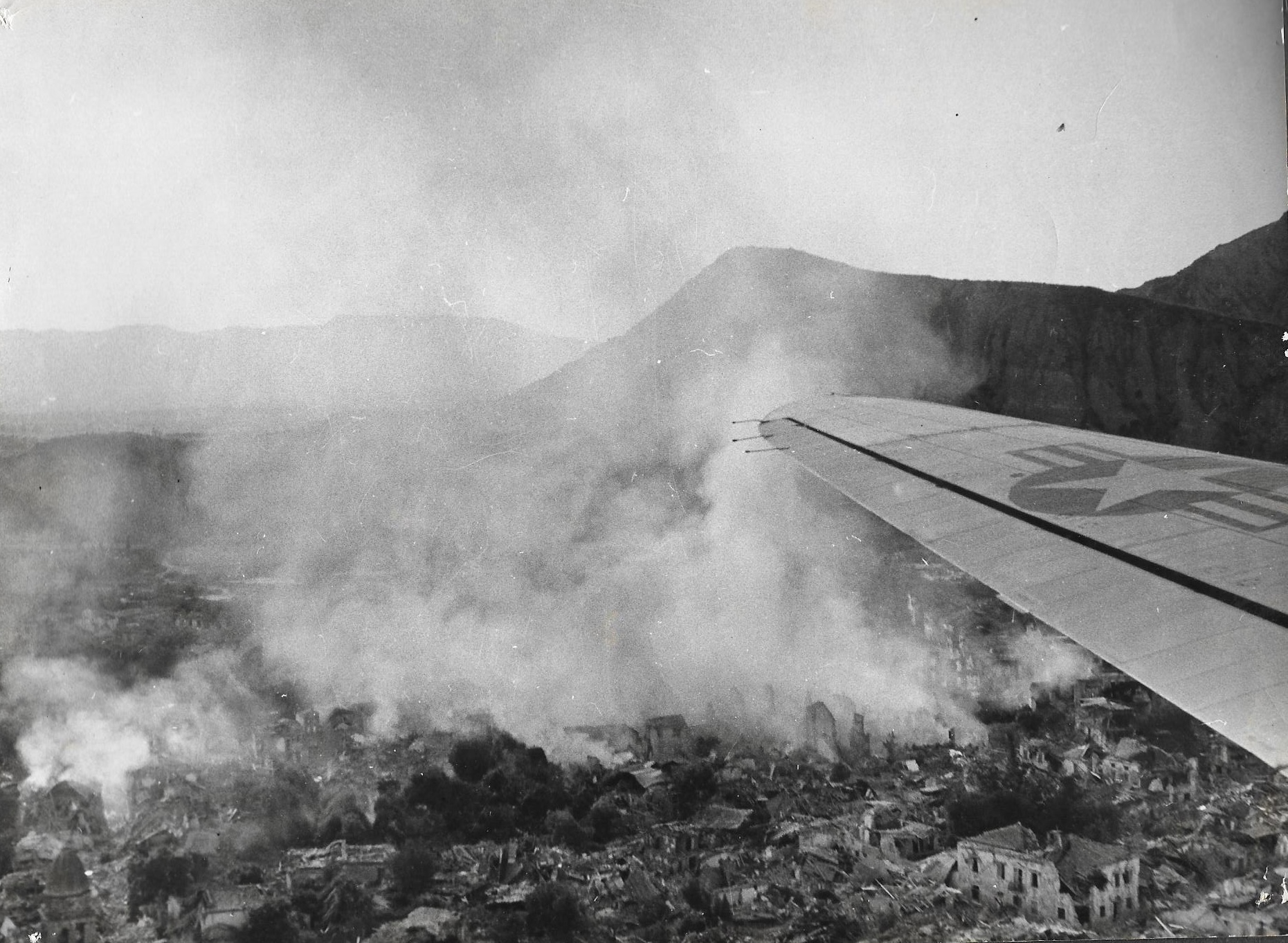
Blick auf die verwüstete Insel Kefalonia von einem Flugzeug mit Hilfsgütern
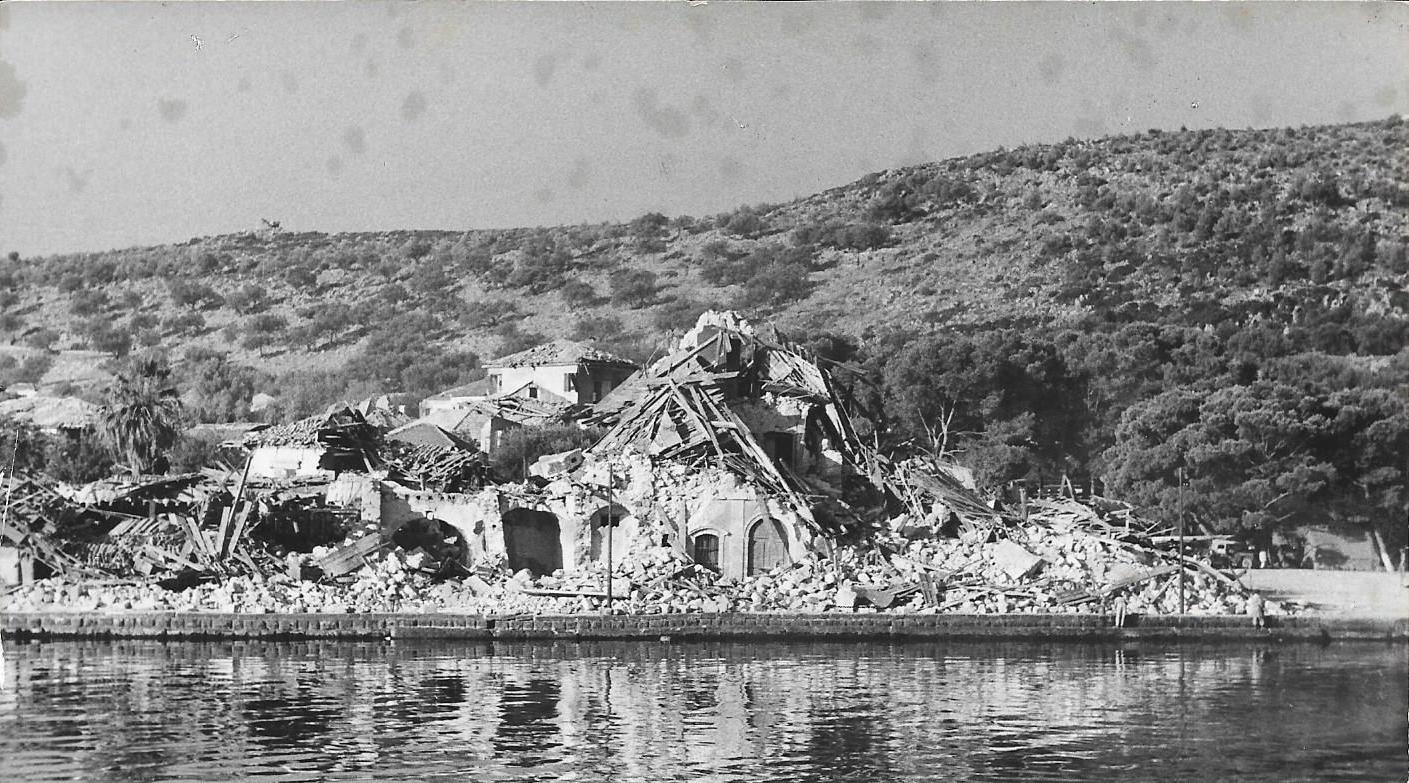
Zerstörtes Gebäude auf Kefalonia
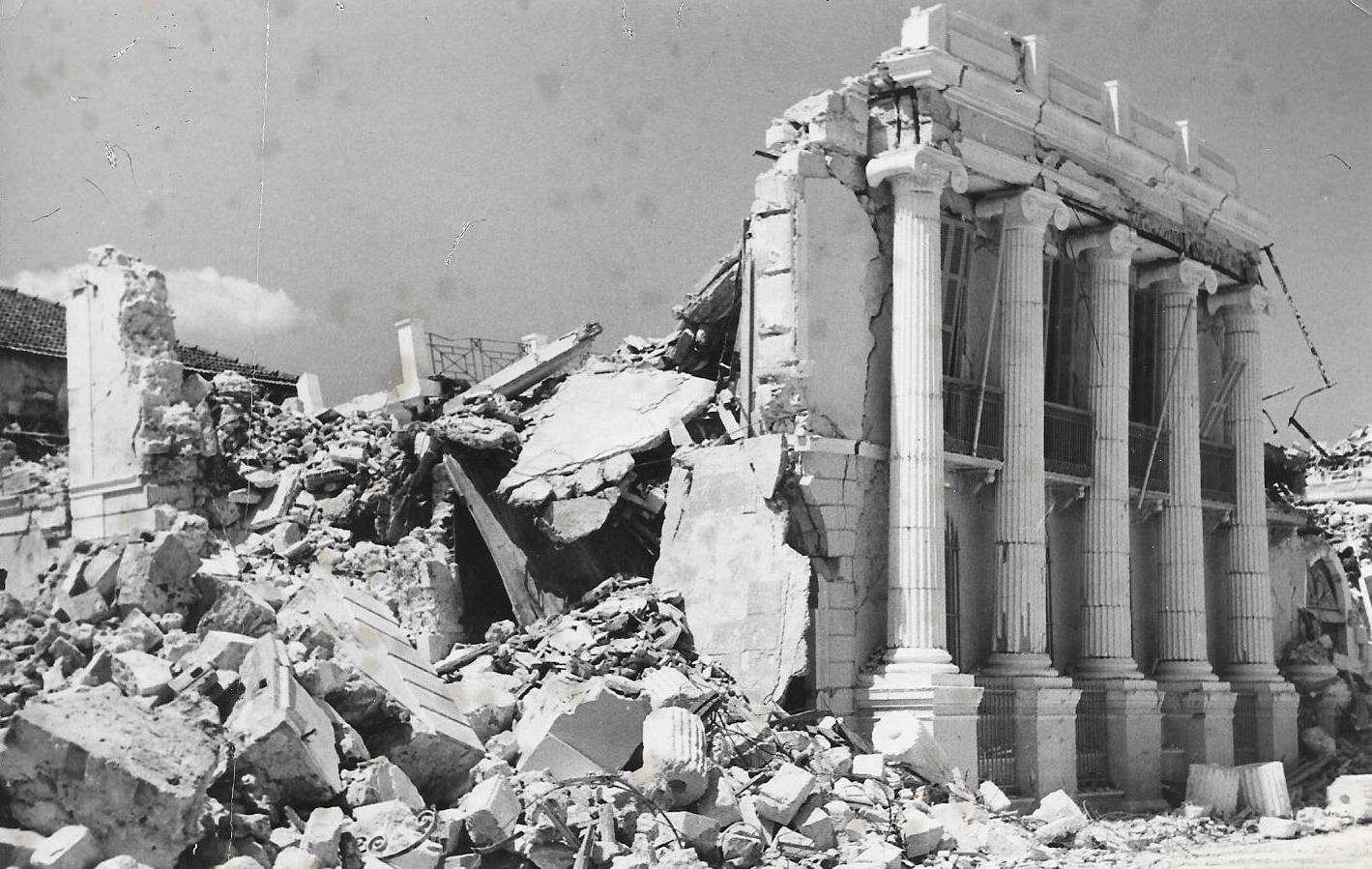
Die Filiale der Ionian Bank in Argostoli
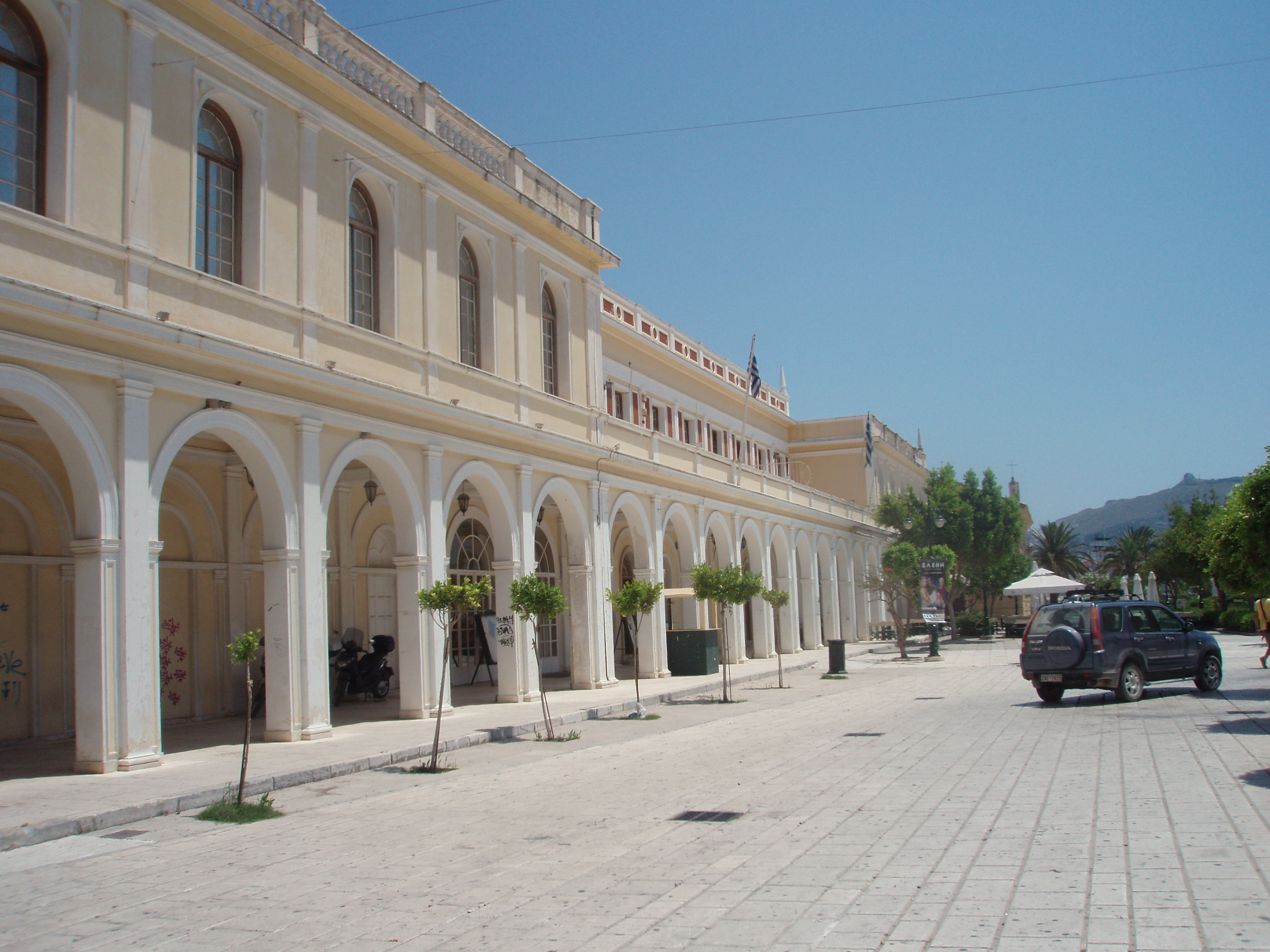
Das 1871–1872 von Ernst Ziller entworfene und wiederaufgebaute Theater in Zakynthos (Stadt)